# Frit Danmark
Frit Danmark var en organisation och en tidning aktiv i den danska motståndsrörelsen under andra världskriget. Organisationen grundades år 1942 av Aksel Larsen och John Christmas Møller.

## Bakgrund
Under sommaren 1941 blev Danmarks kommunistiska parti förbjudet av Nazisterna som hade tagit över Danmark. Partiledaren Aksel Larsen undkom internering och tog kort tid därefter kontakt med den tidigare partiledaren för det Konservative Folkeparti, John Christmas Møller. Christmas Møller hade under år 1941 tvingats bort från dansk politik då han öppet uttalade sig om sina antinazistiska hållningar. Tillsammans med läkaren Mogens Fog skapade Larsen och Christmas Møller den illegala organisationen "Frit Danmark" samt den illegala tidningen med samma namn.
Anledningen till att de skapade organisationen och tidningen var att skapa ett motstånd mot nazisterna som hade tagit över Danmark samt att styrka detta motstånd. De kunde inte använda sig av de befintliga tidningarna då de var kontrollerade och censurerade.

## Aktivitet
"Frit Danmark" var under krigsåren dominerat av kommunister då det var de som levererade den största delen av arbetskraften och de kontrollerade också organisationens kommunikationsnätverk.

### Tidningen
Den första tidningen utkom strax efter två-årsdagen (april 1942) efter nazisterna hade tagit över Danmark. Tidningen gavs ut varje månad, och under tre år steg upplagan från att till en början ha varit cirka 5 000 kopior till cirka 144 000 kopior i mars 1945.
Det som skiljde tidningen från många andra illegala tidningar under andra världskriget var att den inte använde sig att ett vulgärt språk, utan riktade sig mer mot den kräsna publiken och de utbildade personerna i samhället. I tidningarna uppmanade de befolkningen att kämpa mot Nazisterna samt att stå upp för sina rättigheter och enas som en nation.
"Frit Danmark" var den andra största illegala tidningen under andra världskriget, vilket kan bero på att den gavs ut i hela Danmark.

### Organisationen
Organisationens största mål var att skriva och distribuera tidningarna så att den nådde ut till folket. Utöver att skapa ett motstånd mot Nazisterna och deras ideologi skrev man också om hur man ville att Danmark skulle se ut, politiskt, efter krigets slut.

## Efter kriget
Efter krigets slut blev "Frit Danmark" en del av 'befrielseregeringen' där Mogens Fog var deras representant. Befrielseregeringen bestod av många olika politiker med olika åsikter och när Kalla kriget bröt ut splittrades dock denna regering eftersom kommunisterna, socialisterna och de konservativa inte längre hade det gemensamma målet att befria Danmark från tyskt styre, utan deras olika åsikter och politiska hållningar skapade problem och debatter mellan dem.
Tidningen fortsatte att existera fram till år 1982 med Kate Fleron som redaktör.

## 2000-talet
Efter att 'Frit Danmark' splittrades kort efter andra världskrigets slut har en ny politisk organisation uppstått på 2000-talet med samma namn. Organisationen grundades i staden Odense på den danska ön Fyn. 'Frit Danmark' är idag en anti-muslimsk organisation med målet att stoppa muslimsk invandring och utvisa alla muslimer, men främst de kriminella med muslimsk bakgrund.
'Frit Danmark' idag har mottot - Ærlighed framfor allt (ärlighet framför allt).
I november 2005 ställde de för första gången upp i kommunvalet i Odense, under namnet 'Frit Danmark - folkebevægelsen mod invandring'. De har också tidigare samarbetat med organisationen 'Stop Islamiseringen Af Danmark (SIAD)', dock har detta samarbete nu upphört.
De har också ställt upp i de senaste tre kommunal- och regionsvalen i Syddanmark där antalet röster har ökat varje gång.
| År   | Antal röster |
| ---- | ------------ |
| 2013 | 2710         |
| 2009 | 2354         |
| 2005 | 1751         |